# Кошевіца
Кошевіца (рум. Coșevița) — село у повіті Тіміш в Румунії. Входить до складу комуни Марджина.
Село розташоване на відстані 331 км на північний захід від Бухареста, 90 км на схід від Тімішоари, 136 км на південний захід від Клуж-Напоки.

## Населення
За даними перепису населення 2002 року у селі проживала 61 особа, усі — румуни. Усі жителі села рідною мовою назвали румунську.